# Тромбоконцентрат

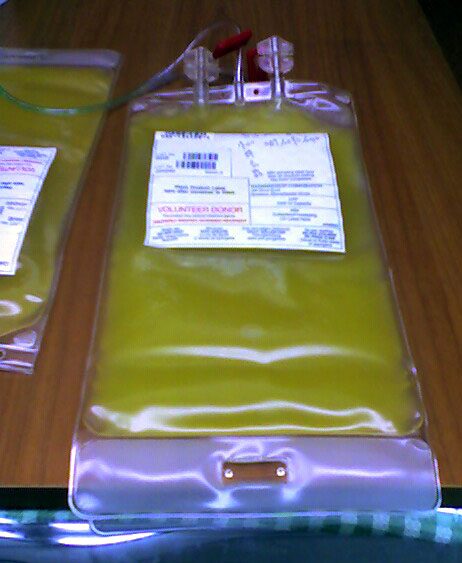
Контейнер з концентратом тромбоцитів

Тромбоконцентрат — умовна назва групи компонентів крові які отримують з донорської крові, що містять концентровану суспензію тромбоцитів. В усіх компонентах тромбоцити містяться в необхідному об'ємі початкової плазми, в якій наявні стабільні фактори згортання в концентрації, близькій до нормальної, що зберігають свої властивості при кімнатній температурі. Тромбоцити можуть бути заготовлені як від одного донора, так і від різних донорів.
Введення тромбоцитів може призначатися пацієнтам із тромбоцитопенією, порушеннями функції тромбоцитів (спадкової, метаболічної або медикаментозної природи), кровотечею внаслідок тромбоцитопенії, а також пацієнтам з високим ризиком кровотечі внаслідок тромбоцитопенії або тромбоцитопатії (тобто з профілактичною метою).
Свіжозаморожена плазма входить до Орієнтовний перелік життєвонеобхідних лікарських засобів, розроблений ВООЗ та до Національного переліку основних лікарських засобів затвердженого в Україні.

## Доступні форми випуску
Для введення тромбоцитів можуть застосовуватися такі компоненти:
- «Тромбоцити, аферез» — концентрована суспензія тромбоцитів, отримана методом аферезу від донора компонентів крові;
- «Тромбоцити, аферез, збіднені на лейкоцити» — концентрована суспензія тромбоцитів, отримана шляхом аферезу від донора компонентів крові, з якої видалили лейкоцити;
- «Тромбоцити відновлені» — концентрована суспензія тромбоцитів крові, отримана з однієї дози цільної крові. Даний компонент використовується для виготовлення компонента «Тромбоцити відновлені, об'єднані в одну дозу»;[1]
- «Тромбоцити відновлені, об'єднані в одну дозу» — концентрована суспензія тромбоцитів крові, отримана шляхом об'єднання в одну дозу декількох доз тромбоцитів, отриманих з однієї дози цільної крові, під час або після розділення;
- «Тромбоцити відновлені, збіднені на лейкоцити» — концентрована суспензія тромбоцитів крові, отримана з однієї дози цільної крові після видалення з неї лейкоцитів;
- «Тромбоцити відновлені, об'єднані в одну дозу, збіднені на лейкоцити» — концентрована суспензія тромбоцитів крові, отримана шляхом об'єднання в одну дозу декількох доз тромбоцитів, отриманих з однієї дози цільної крові, з якої попередньо видалені лейкоцити, під час або після розділення;

### Характеристики
| Назва                                                               | Об'єм однієї дози | Концентрація тромбоцитів                | Інші характеристики та особливості |
| ------------------------------------------------------------------- | --- | --------------------------------------- | --- |
| Тромбоцити (концентрат тромбоцитів), аферез                         | не менше 134 мл плазми в одній дозі (не менше 40 мл плазми на 60×109 тромбоцитів)                                             | не менше 200×109                        | pH 6,4–7,4 скоригований для 22 °C у кінці терміну зберігання |
| Тромбоцити, аферез, збіднені на лейкоцити                           | не менше 134 мл плазми в одній дозі (не менше 40 мл плазми на 60×109 тромбоцитів)                                             | не менше 200×109                        | вміст залишкових лейкоцитів менше 1×106 у дозі |
| Тромбоцити відновлені                                               | 50±5 мл | не менше 60×109                         | Залишкові лейкоцити менше 0,2×109 (метод збагачення тромбоцитами плазми); менше 0,05×109 (метод отримання з тромболейкоцитарного шару (ТЛШ)); pH 6,4–7,4 скоригований для 22 °C у кінці терміну зберігання |
| Тромбоцити відновлені, об'єднані в одну дозу                        | не менше 40 мл на 60×109 тромбоцитів; звичайно доза складається з 4–8 окремих доз і містить не менше 200×109/дозу тромбоцитів | не менше 60×109 тромбоцитів або 200×109 | Залишкові лейкоцити менше 0,2×109 (метод збагачення тромбоцитами плазми); менше 0,05×109 (метод отримання з тромболейкоцитарного шару (ТЛШ)); pH 6,4–7,4 скоригований для 22 °C у кінці терміну зберігання |
| Тромбоцити відновлені, збіднені на лейкоцити                        | 50±5 мл | не менше 60×109                         | Вміст залишкових лейкоцитів становить не більше 1,0×106 лейкоцитів, pH 6,4–7,4 скоригований для 22 °C у кінці терміну зберігання.                                                                          |
| Тромбоцити відновлені, об'єднані в одну дозу, збіднені на лейкоцити | не менше 40 мл на 60×109 тромбоцитів; звичайно доза складається з 4—8 окремих доз і містить не менше 200×109/дозу тромбоцитів | не менше 60×109 тромбоцитів або 200×109 | Вміст залишкових лейкоцитів становить не більше 1,0×106 лейкоцитів, pH 6,4–7,4 скоригований для 22 °C у кінці терміну зберігання.                                                                          |

Концентрат тромбоцитів повинен мати таку ж маркіровку, як і інші трансфузійні середники (еритроцитний концентрат, цільна  кров).

## Покази
Показаннями до переливання концентрату тромбоцитів є прояви тромбоцитопенічної кровотечі, зумовленої:
- недостатнім утворенням тромбоцитів - амегакаріоцитарна тромбоцитопенія (лейкози, апластична анемія, депресії кістково-мозкового кровотворення внаслідок променевої чи цитостатичної терапії, гостра променева хвороба);
- підвищеним використанням тромбоцитів (синдром дисемінованого внутрішньосудинного зсідання у фазі гіпокоагуляції);
- функціональною неповноцінністю тромбоцитів (різні види тромбоцитопатій — синдром Бернара-Сульє, Віскотта-Олдріча, тромбоцитоастенія Гланцмана, анемія Фанконі).

Введення тромбоцитів може знадобитися при наступних захворюваннях: лейкозі, міелодисплазії, апластичній анемії, солідних пухлинах, спадковому або набутому порушенні функції тромбоцитів, а також пошкодженні центральної нервової системи внаслідок травми і наявності тромбоцитопенії чи тромбоцитопатії. Також застосування тромбоцитів може знадобитися пацієнтам, яким проводиться екстракорпоральна мембранна оксигенація або приєднаним до апарату штучного кровообігу. Крім того, компоненти крові з тромбоцитів можуть включатися в схеми масивних трансфузій.
Конкретні показання до переливання різних варіантів тромбоконцентрату встановлює лікуючий лікар на підставі динаміки клінічної картини, аналізу причин тромбоцитопенії та ступеня її вираженості.

## Протипокази
Переливання концентрату тромбоцитів не рекомендуються при наявності імунних (тромбоцитолітичних) тромбоцитопеній. У тому випадку, коли спостерігається тільки тромбоцитопенія без анемії та лейкопенії, необхідне дослідження кісткового мозку. Введення тромбоцитів не показано, якщо кровотеча не пов'язана з тромбоцитопенією або порушеннями функції тромбоцитів.

## Дози та використання
Підбір пари «донор-реципієнт» здійснюють за системою AB0 і резус. Безпосередньо перед переливанням тромбоцитів лікар ретельно перевіряє маркіровку контейнера, його герметичність, звіряє ідентичність груп крові донора і реципієнта за системою AB0 і резус. Біологічну пробу не проводять. При повторних переливаннях концентрації тромбоцитів у деяких хворих може виникнути рефрактерність до донорських тромбоцитів, пов'язана з розвитком стану алоімунізації.
Розрахунок терапевтичної дози тромбоцитів для забезпечення гемостатичного ефекту:
- кількість тромбоцитів, що вводиться, повинна становити від 70 до 100×109 на кожний літр об'єму ОЦК реципієнта;
- або 50–70×109 тромбоцитів на кожні 10 кг маси тіла;
- або 200—250×109 тромбоцитів на 1м2 поверхні тіла реципієнта.

Терапевтична доза тромбоцитів для дорослої людини — 300×109, еквівалентна двом одиницям, заготовленим від одного донора методом аферезу, або 4–6 одиницям тромбоцитів, відновлених з однієї одиниці крові.
Введення однієї терапевтичної дози тромбоцитів збільшує кількість тромбоцитів у дорослої людини вагою 70 кг на 5–10×109/л, а у дитини вагою 18 кг — на 20×109/л.
Найважливішим показником лікувальної ефективності переливання концентрату тромбоцитів, поряд з клінічними даними, які свідчать про припинення спонтанної кровоточивості чи кровотеч, є збільшення кількості тромбоцитів в 1 мкл крові через 1 годину і через 18—24 годин після трансфузії.

## Умови зберігання тромбоцитів
Тромбоцитарні компоненти крові зберігаються при температурі від 20 °C до 24 °C терміном до 5 діб. Умови зберігання передбачають постійне перемішування у автоматичному тромбоміксері.